# H&K P8

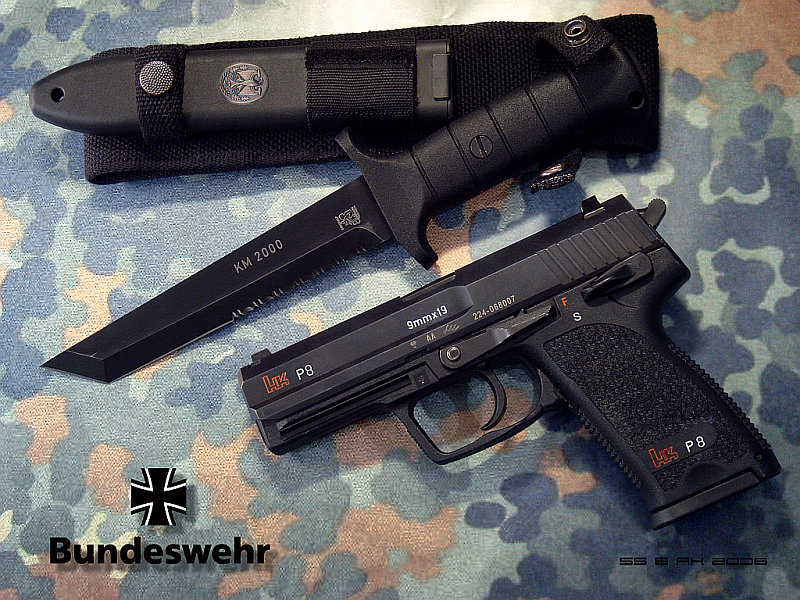
KM2000ナイフとP8ピストル。

H&K P8は、ドイツのヘッケラー&コッホ社が開発したH&K USPから派生した自動拳銃である。ドイツ連邦軍の制式拳銃として採用され、ワルサーP1を更新した。機関銃手や狙撃手の副武装や、指揮官や衛生要員の自衛用として使用されている。2025年時点で現役装備として使用中。

## 開発
P8はH&K社が開発したH&K USPから派生したモデルである。基本的な設計は変わらないが、軍部の要求により以下の変更が加えられた。
- 弾倉には半透明の樹脂が用いられている。
- コントロール・レバーの操作方法が異なる。標準的なUSPピストルとは逆で、上から発射可能、安全、デコッキングの3点式となっている。また、射撃・安全を示すF/Sの文字はレバーではなくフレームに刻印されている。
- 標準的なUSPピストルの銃身にはポリゴナルライフリングが刻まれているが、P8の銃身には通常のライフリングが刻まれている。

また、連邦軍ではP8ピストルとともに以下の付属品を支給している。
- 予備弾倉および弾倉入れ
- ホルスター
- クリーニングキット
- LLM01レーザー光モジュール

### 技術的問題
連邦軍が調達するDM51弾（9x19mm, ソフトポイント弾）は標準的な9x19mm弾に比べてガス圧が高く、P8ピストルによる射撃の際に撃発や装填の不良を招くなどの問題が生じることがある。連邦国防省の発表によれば、2012年初頭から2013年9月までの調査において、この問題に基づく事故が48件発生しており、そのうち12件は銃自体が破損するほどのものだった。2011年に第91火器技術局（Wehrtechnischen Dienststelle 91）が発表したガス圧に関する試験結果を受け、2012年4月にはDM91弾（9x19mm, 被覆鋼弾）をP8ピストルで使用することが禁止された。ただし、連邦国防省ではこれらの問題を摩耗によるものとしている。なお、公的なP8ピストルの耐久使用回数は10,000回とされている。

## P8コンバット
P8ピストルの派生型として、P8コンバット（P8 Combat）がある。これは陸軍特殊戦団（KSK）や海軍臨検中隊に配備された。通常のP8ピストルのコントロール・レバーは安全装置とデコッキング・レバーを兼ねているが、P8コンバットは素早く射撃を行えるようにデコッキング・レバーのみ備えている。